# Max Bucaille
Max Bucaille (Sainte-Croix-Hague 30 juni 1906 - Créteil 1 april 1996) was een Franse collagemaker, schilder, beeldhouwer en dichter.

## Biografie
Max André Bucaille werd geboren op 30 juni 1906 in Sainte-Croix-Hague in Normandië, in de buurt van Cherbourg.
Hij ging naar het lyceum in Cherbourg, vervolgens in Caen en ging in 1926 naar Parijs, waar hij zes jaar later een universitair diploma behaalde aan de Faculteit Wetenschappen. Vanaf 1934 werkte hij als professor in de wiskunde in verschillende scholen van Parijs.
Op het vlak van de kunst was hij autodidact, in tegenstelling tot zijn broer Robert Bucaille (1905-1992), die beeldende kunst in Cherbourg had gestudeerd en met wie hij in de volgende decennia regelmatig zou samenwerken.
Max Bucaille zou tot zijn pensionering de kunst altijd blijven beoefenen naast zijn beroep als wiskundeleraar.

## Eerste periode 1930-1945
Max Bucaille begon zijn met zijn artistieke werk rond 1930, toen hij nog student was. Hij maakte collages en tekeningen en probeerde gedichten te schrijven als begeleiding van zijn grafische kunst. Zijn collages waren surrealistisch, vol emotie, humor, dromen, erotiek en soms provocatie, duidelijk geïnspireerd door Max Ernst. Hij gebruikte oude gravures, houtsneden en kopergravures, naast illustraties en knipsels uit modetijdschriften, geografische boeken en soms zelfs delen van collages van Max Ernst.
In 1936 werden zijn eerst dichtbundels gepubliceerd: "Images concrète de l'insolite", gevolgd in 1937 door "Les pays égarés". Ze bevatten gedichten vergezeld van illustraties, waarschijnlijk was het een samenwerking van de twee broers.
Tussen 1936 en 1939 werkte hij mee aan verschillende kunsttijdschriften.
Bij het uitbreken van de Tweede Wereldoorlog in september 1939 werd hij gemobiliseerd in het Franse leger. Hij werd gevangengenomen en op 17 juni 1940 ondergebracht in het krijgsgevangenenkamp Stalag IV C in Tsjechoslowakije tot hij op 15 mei 1945 bevrijd werd door de geallieerden. Tijdens zijn gevangenschap bleef hij surrealistische werken tekenen met potlood.

## Tweede periode 1945-1960
Na de oorlog ging Max Bucaille terug aan de slag als leraar in het hoger onderwijs. Hij trouwde in 1946 met Irène. Hij bleef collages maken in de geest van Ernst Max. Een favoriete onderwerp was de kritische kijk op de bourgeoisie. Hij nam regelmatig deel aan de tentoonstellingen van de Salon des Artistes Indépendants. Daar kwam hij in contact met Edouard Jaguer, die een belangrijke invloed op zijn toekomstige werk zou uitoefenen.
In navolging van de Belgische surrealisten werd ook in Frankrijk in 1947 een "revolutionaire" surrealistische groep gevormd en een surrealistisch manifest opgesteld op initiatief van Yves Battistini, Raymond Daussy, Édouard Jaguer en Noël Arnaud. Max Bucaille was een van de 18 Franse kunstenaars die dit manifest ondertekenden. Hij was zeer actief in de groep.
Na de stopzetting van de groep in 1949 bleef hij bleef metafysische collages maken en contacten houden met de surrealisten. Zo maakte hij in 1950 samen met Noël Arnoud een jazzboek met de titel Duke Ellington.
Hij begon nu ook andere technieken te ontwikkelen voor zijn surrealistisch werk. Zo maakte hij in de jaren 1950 bijzondere collage-objecten met een spiegeleffect. Hij begon met het maken van sculpturen van wortelstructuren, soms beschilderde hij die. Ze hadden soms de vorm van een totem of een dier. Het was geen abstracte kunst, maar eerder een soort van mystieke symbolen die toegang gaven tot het rijk van de droom.
Hij was de bedenker van een nieuwe picturale techniek, fotoschilderen.
Ook zijn schilderijen kregen een metafysisch en kosmisch karakter, ze waren niet langer figuratief. Alhoewel de surrealistische esthetiek aanwezig bleef, was dit was een duidelijke breuk met het verleden. Soms combineerde hij zijn schilderijen met de techniek van de collage.
In de jaren 1950 en 1960 werkte Max Bucaille mee aan verschillende tijdschriften zoals Phantomas, De Tafelronde, Temps mêlés, Fantasmagie, Périscope, Sens plastique, Signor si, Cahiers du Collège de Pataphysique, Planète, Voix, Horizons du fantastique en Noire.
Hij werd lid van het College voor Patafysica, een absurdistische parodie op de moderne wetenschap. Onder de leden bevonden zich belangrijke persoonlijkheden zoals Marcel Duchamp, Max Ernst, Joan Miro, Man Ray en Luis Buñuel.
In 1958 was hij een van de mede-oprichters van de beweging "Fantasmagie", een initiatief van de esotherische kunstschilder Aubin Pasque en schrijver Serge Hutin. Kenmerkend voor deze beweging was dat de kunstenaars volledig vrij en onafhankelijk waren, los van manifesten of gedefinieerde programma's.De leden of deelnemers van deze internationale groep konden beschouwd worden als een verzameling van dadaïsten, surrealisten, magisch realisten en (post-)symbolisten. Naast een studiecentrum "CIAFMA" (Centre internationale pour l'étude de l'Art Fantastique et Magique) en de organisatie van succesvolle tentoonstellingen gaf deze groep ook een tijdschrift uit met de naam "Fantasmagie". Max Bucaille was een zeer actief medewerker aan dit tijdschrift, met artikelen, reproducties en omslagillustraties.
In dezelfde periode werd ook een tijdschrift "The Situataionist times" door Noël Arnaud op initiatief van de voormalige leden van Cobra. Typerend is dat Max Bucaille in tijdschrift wiskundige problemen behandelde, maar dan op een wijze die aansloot bij Cobra. Zo loste hij het wiskundig raadsel van de "Dog Curve" op aan de hand van een gedicht, met de hand geschreven teksten, grafieken en tekeningen. De wiskunde heeft een belangrijke invloed gehad op zijn composities, waarvan sommige op een "artistieke" wijze wiskundige vormen tonen.

## Derde periode 1960-1996
In deze periode begon hij meer te experimenteren met zijn collages. Hij sneed bijvoorbeeld silhouetten uit die hij invulde met andere knipsels, zoals een gedrukte tekst of een landkaart. Hij verving de hoofden van zijn figuren door andere objecten.
Hij ontwikkelde dit werk vooral vanaf midden de jaren 1970.
Hij begon nu ook alle technieken die had uitgeoefend te combineren, bijvoorbeeld zijn collages werden bewerkt met gouache en kleureffecten.
Frottage werd nu zijn favoriete techniek.
In de jaren 80' nam hij geleidelijk afstand van het artistieke milieu. Midden jaren 1980 publiceerde hij nog een aantal verzamelingen met collages.
In 1986 schonk Bucaille een deel van zijn collages aan de Bibliothèque Nationale de France en de Koninklijke Bibliotheek van België.
De laatste jaren van zijn leven gingen gebukt onder de ziekte van Alzheimer.
Hij stierf in 1996 in Créteil.

## Algemene bronnen
Website: http://www.maxbucaille.com/
Thesis: Anna Strasserova: "Abstract: Max Bucaille en zijn relaties met de Tsjechische kunstwereld", Universiteit van Karlova (Tsjechië), 2017 https://dspace.cuni.cz/bitstream/handle/20.500.11956/93179/DPBE_2015_2_11210_0_475006_0_177550.pdf?sequence=3&isAllowed=y